# Ancienneté (droit français)
 (août 2014).
Si vous disposez d'ouvrages ou d'articles de référence ou si vous connaissez des sites web de qualité traitant du thème abordé ici, merci de compléter l'article en donnant les références utiles à sa vérifiabilité et en les liant à la section « Notes et références ».
En droit français, l'ancienneté est la durée de la qualité ou de la fonction attribuée à une personne. Elle peut notamment être utilisée dans certains groupes sociaux pour trancher des litiges, attribuer des pouvoirs décisionnaires ou offrir différents avantages.

## Domaines

### Armée et administrations publiques
Dans l'armée française, le commandement d'une unité revient au soldat le plus gradé. C'est lui qui assure les décisions et le principal relais d'informations en cas de défection (décès, maladie...) du précédent supérieur. Dans le cas où les deux (ou plus) soldats aptes à cela ont le même grade, c'est au plus « ancien dans le grade » parmi ces supérieurs de même grade que revient ce commandement ; l'âge n'intervient qu'en troisième critère, en cas d'égalité de grade et d'ancienneté.

### Code du travail
Il n'y a pas de définition légale de l'ancienneté. Cette notion est déconnectée du temps de travail du salarié. Une année travaillée à 35 h ou à 24 h vaudra la même durée d'ancienneté d'un an. Elle est généralement assimilée dans la période comprise entre la prise de poste et la date effective de fin de poste. 
Certaines absences interrompent l'ancienneté en totalité ou partiellement. L'ancienneté figure généralement sur les bulletins de paie sans que cela ait un caractère obligatoire. Cette mention d'ancienneté vaut présomption simple. La convention collective peut prévoir comment se détermine l'ancienneté du salarié.